# Неведомый шедевр
«Неве́домый шеде́вр» (фр. Le Chef-d’œuvre inconnu) — новелла французского писателя Оноре де Бальзака, опубликованная в августе 1831 года в альманахе «Артист» (L’Artiste) под названием «Мэтр Френхофер» (Maître Frenhofer), а затем, в том же издании, под названием «Катрин Леско» (Catherine Lescault). Опубликованная ещё раз в «Этюдах философии» в 1837 году, новелла в 1846 году была включена в цикл сочинений Бальзака «Человеческая комедия» (La Comédie humaine) под заглавием «Неведомый шедевр». Рассказ разделён на две главы: «Жилетт» и «Катрин Леско».

## Сюжет
Начинающий художник Никола Пуссен, прибыв в Париж, спешит посетить мастерскую придворного портретиста Франса Порбуса (Пурбуса). Там он встречает некоего Френхофера, которого Порбус называет великим мастером и своим учителем (вымышленное лицо, в отличие от предыдущих хорошо известных и выдающихся художников). Из разговора выясняется, что Френхофер уже десять лет трудится над портретом обнажённой куртизанки Екатерины Леско и никому эту картину не показывает. В эту работу он вложил всё своё мастерство, все тайны искусства, которые ему якобы поведал гениальный Ян Госсарт (Мабюз).
Френхофер сетует, что не может найти во Франции подходящую модель для того, чтобы завершить работу всей своей жизни. После ряда колебаний Пуссен предлагает ему писать обнажённую со своей возлюбленной — Жилетты. Оценив красоту Жилетты, Френхофер принимает предложение, а Пуссен и Порбус в награду за услугу получают разрешение увидеть его шедевр. Когда посетителям мастерской всё же удалось взглянуть на картину, то они не видят ничего кроме хаоса непонятных мазков. Лишь в углу они с трудом различают фрагмент женской ножки. Разочарование на их лицах доводит мастера до отчаяния. На следующий день Порбус, пришедший навестить старика, узнаёт, что Френхофер умер ночью, после того как сжёг все свои картины.

## Интерпретации символического содержания новеллы
По жанру это сочинение Бальзака соотносится с характерной для литературы романтизма темой рассказов от тайнах творчества и мистических свойствах произведений изобразительного искусства. Примерами этого жанра могут служить «Церковь иезуитов» Э. Т. А. Гофмана, «Египетские ночи» А. С. Пушкина, «Портрет» Н. В. Гоголя, «Портрет Дориана Грея» Оскара Уайльда. Такая тема, в свою очередь, восходит к средневековым легендам об оживающих статуях и картинах, которые своей иллюзорностью подменяют своих создателей. Отчасти идея рассказа отражает актуальную в то время дискуссию между сторонниками классицизма и романтизма, начавшуюся ещё в XVII веке «Спором о древних и новых». Лидер романтиков, живописец Эжен Делакруа призывал к стихии цвета и темпераментного мазка; апологет академического искусства Ж. О. Д. Энгр — к точности рисунка и определяющей роли линии.
Симпатии автора рассказа явно на стороне Френхофера, который «будто сошёл с картины Рембрандта, с первого появления поражает своей гениальностью и чем-то дьявольским и невыразимым». «Задача искусства, — говорит Френхофер, — не в том, чтобы копировать природу, но чтобы её выражать! Ты не жалкий копиист, но поэт!.. Попробуй, сними гипсовую форму с руки своей возлюбленной и положи её перед собой, ты не увидишь ни малейшего сходства, это будет рука трупа, и тебе придётся обратиться к ваятелю, который, не давая точной копии, передаст движение и жизнь».
С позиций литературной критики и эстетики натурализма середины XIX века рассказ Бальзака обычно трактуется как описание заблуждения ума, отрыва теории от практики изобразительного искусства, поражения живописи романтизма из-за утраты чувства реальности и правдивого отображения действительности в противопоставлении, в частности, произведениям писателей и живописцев так называемой «натуральной школы». Однако можно рассматривать рассказ Бальзака иначе — в качестве повествования о единоборстве, соперничестве художника и природы, а кажущуюся неудачу Френхофера — как частный эксперимент, результат попытки совершенствования художественной формы, которая неизбежно увеличивает дистанцию между внешней «похожестью», обыденным, привычным восприятием произведения изобразительного искусства и профессиональным абстрагированным «мышлением формой». Такой подход не исключает, а дополняет идею поражения живописи в борьбе с природой, что ясно читается на страницах рассказа.

## Популярность новеллы

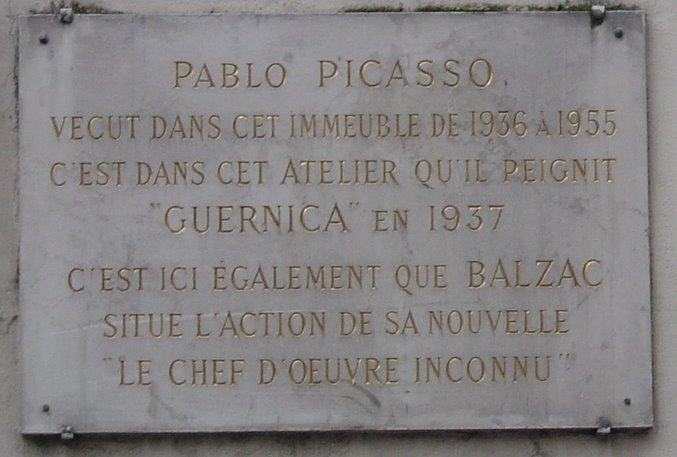
Мемориальная доска на доме № 7 по улице Гран-Огюстен, 6-й округ Парижа, где Пабло Пикассо жил с 1936 по 1955 год и где он в 1937 году написал «Гернику». Возможно, это также то место, где располагалась мастерская художника Франса Пурбуса и где Бальзак развернул действие новеллы «Неведомый шедевр»

Способность художника «раствориться» в своём произведении, со стороны кажущаяся чудачеством или даже сумасшествием, именуется в теории искусства идиосинкразией. Недаром «Неведомый шедевр» Бальзака стал любимым произведением сначала живописцев импрессионистов, а затем постимпрессионистов, решавших сложнейшие задачи живописной интерпретации видимого мира. Именно об этом повествует знаменитый роман французского писателя Эмиля Золя «Творчество», в главном герое которого соединились черты хорошо знакомых писателю Эдуарда Мане, Клода Моне и Поля Сезанна. «Неведомый шедевр» Бальзака Эмиль Золя считал образцовой и точной метафорической интерпретацией творчества и судьбы художника.
Поль Сезанн по свидетельству своего ученика Эмиля Бернара «с огромным волнением узнавал себя в каких-то сторонах личности» безумного художника. Он говорил: «Френхофер — это я». В искусствоведении неоднократно обсуждался вопрос о том, что Френхофер и его картина выступали в качестве литературного предшественника различных направлений живописи (импрессионизм, сюрреализм, абстракционизм, абстрактный экспрессионизм).
Когда в 1921 году Амбруаз Воллар предложил Пабло Пикассо проиллюстрировать новеллу Бальзака, художник перенёс свою мастерскую в дом на улице Гран-Огюстен в 6-м округе Парижа, где, согласно тексту повести, находилась мастерская Франса Пурбуса. Именно в этом доме была им создана знаменитая «Герника». Пикассо сделал к небольшому рассказу Бальзака около восьмидесяти иллюстраций пером и тушью, вложив в эту работу собственные ассоциации, связанные с темой «Художник и модель», к которой он возвращался постоянно. При этом часть рисунков носит совершенно абстрактный характер.
Рисунки, которые условно относят к так называемой «Сюите Воллара» были созданы в 1924—1931 годах. В 1933—1934 годах «Сюита Воллара» была опубликована в виде офортов и литографий. Иллюстрации к «Неведомому шедевру» были изданы отдельно Амбруазом Волларом в 1931 году тиражом 340 экземпляров с тринадцатью офортами ин-фолио работы Жоржа Обера.
В 1991 году Гран-при Каннского кинофестиваля был присуждён 4-часовому фильму Жака Риветта «Прекрасная спорщица», роль художника Френхофера в котором исполнил Мишель Пикколи. По поводу названия и содержания картины режиссёр говорил: «Даже до того, как я прочёл „Неведомый шедевр“, когда со мной зашёл разговор об этом, я знал о существование в новелле картины под названием „Прекрасная спорщица“. Мы не назвали фильм „Неведомый шедевр“, так как в новелле Бальзак рассказал другую историю, которую мы не смогли бы воплотить. Бальзак совершенно невозможен для адаптации в кино, на телевидении или каким-либо другим способом. Думаю, что во французской литературе Бальзак — самый крупный поставщик идей, эквивалент Гёте для немцев. Бальзак — это наш Гёте».